# アラン・カヴァリエ
アラン・カヴァリエ（Alain Cavalier、1931年9月14日 - ）は、フランスの映画監督。

## 経歴
1931年9月14日、ヴァンドームに生まれる。高等映画学院を卒業する。ルイ・マル監督の『死刑台のエレベーター』や『恋人たち』で助監督を務めた。1986年、カトリーヌ・ムシェ主演の『テレーズ』を監督する。

## フィルモグラフィー

### 映画
- 死刑台のエレベーター（1958年） - 助監督
- 恋人たち（1958年） - 助監督
- さすらいの狼（1964年） - 監督
- 城の生活（1966年） - 脚本
- 闇をつきぬけろ・真夜中の大略奪（1967年） - 監督・脚本・撮影
- 別離（1968年） - 監督・脚本
- テレーズ (1968年の映画)（1986年） - 監督・脚本

## 受賞
- 1987年 - 第12回セザール賞最優秀監督賞（『テレーズ』）[5]